# Mesoplatys cincta
Mesoplatys cincta là một loài côn trùng trong họ Chrysomelidae. Loài này được Olivier miêu tả khoa học đầu tiên năm 1790.
Đây là loài gây hại của cây Sesbania grandiflora, phát triển phổ biến ở Ghana.